# George W. Romney
George Wilcken Romney, född 8 juli 1907 i Nuevo Casas Grandes kommun, Chihuahua, Mexiko, död 26 juli 1995 i Bloomfield Hills, Michigan, var en amerikansk republikansk politiker och affärsman. Han var guvernör i Michigan (1963–1969) och USA:s bostadsminister (1969–1973).

## Biografi
Romney var barnbarn till amerikanska polygamistiska mormoner som flyttat till Mexiko. Hans familj flydde den mexikanska revolutionen, först till Idaho, sedan flyttade de till Salt Lake City i Utah. Romney åkte till Storbritannien 1926 och tillbringade där två år som missionär för Jesu Kristi kyrka av sista dagars heliga, först i England, sedan i Skottland.
Romney arbetade i Washington, D.C. som talskrivare för David I. Walsh, demokratisk ledamot av USA:s senat från Massachusetts. Han blev 1930 lobbyist för Alcoa. Han gifte sig 1931 med Lenore LaFount. Paret fick fyra barn: Lynn, Jane, G. Scott och Mitt Romney.
Efter nio år på Alcoa lämnade Romney företaget för att arbeta för bilindustrin i Detroit, Michigan. Han hade en mycket framgångsrik karriär på American Motors Corporation. Den höga profilen i bilindustrin möjliggjorde Romneys politiska karriär som republikan.
Romney var guvernör i delstaten Michigan mellan åren 1963–1969 och USA:s bostadsminister mellan åren 1969–1973. Romney uppfattades som en moderat republikan, förmodligen något till höger från Nelson Rockefeller men klart till vänster från Barry Goldwater och Ronald Reagan. Romney lämnade politiken 1973, men deltog senare i sonen Mitt Romneys kampanj för USA:s senat i Massachusetts 1994. Mitt Romney förlorade mot sittande senatorn Ted Kennedy den gången.